# Ambrières
Ambrières é um pequeno município do departamento de Marne, na região de Grande Leste, no nordeste da França.

## Geografia
Este município se encontra bem entre Paris e Estrasburgo. Além disso, é rodeado por Hallignicourt ao nordeste, Laneuville-au-Pont a leste, Landricourt a sudoeste, Hauteville a oeste, e Sapignicourt e Perthes ao noroeste.